# Dysderina bimucronata
Dysderina bimucronata là một loài nhện trong họ Oonopidae.
Loài này thuộc chi Dysderina. Dysderina bimucronata được [[Eug�ne Simon]] miêu tả năm 1893.